# Justo Takayama
Ukon Takayama (高山右近, Takayama Ukon) ou Justo Takayama (ou Iustus Takayama Ukon ou encore Hikogoro Shigetomo) né à Haibara, Japon, en 1552 et décédé le 4 février 1615 à Manille (Philippines), était un samouraï et daimyo japonais, converti au christianisme (kirishitan) à l'époque Sengoku. Victime des persécutions antichrétiennes de Toyotomi Hideyoshi, il s'exila aux Philippines où il mourut. Il est vénéré comme bienheureux et martyr par l'Église catholique.

## Biographie

### Lekirishitan
À sa naissance, Takayama Justo est destiné à être l'héritier de Takayama Tomoteru, seigneur du château de Sawa dans la province de Yamato. Son nom d'enfant est « Hikogorō » (彦五郎). À l'âge de 12 ans, en 1564, son père se convertit au catholicisme et Hikogorō est baptisé « Justo ». Après sa seijin shiki, Hikogorō est appelé « Shigetomo » (重友). Il est cependant plus connu sous le nom de « Takayama Ukon » (高山右近). Le nom Ukon vient du poste gouvernemental d'officier d'Ukonoefu auquel il prétend, ce qui est une pratique courante chez les samouraïs de l'époque.
Justo et son père se battent pendant cette période agitée pour assurer leur position en tant que daimyos. Ils parviennent à acquérir le château de Takatsuki (près d'Osaka) sous le règne d'Oda Nobunaga et aussi de Toyotomi Hideyoshi, au moins dans les premières années du règne de ce dernier. Au cours de leur domination de la région de Takatsuki, Justo et son père Dario font progresser leur politique en tant que daimyos kirishitan (daimyo chrétien). Beaucoup de ses camarades se convertissent sous son influence.
Cependant, Toyotomi Hideyoshi s'oppose au christianisme et, en 1587, ordonne l'expulsion des missionnaires. Alors que de nombreux daimyos obéissent à cet ordre et rejettent le catholicisme, Justo proclame sa fidélité à sa religion et préfère renoncer à sa terre et à sa propriété.

### Exil
Justo vit sous la protection de ses amis pendant plusieurs décennies, mais, à la suite de l'interdiction du christianisme en 1614 par Tokugawa Ieyasu, le shogun de l'époque, il est expulsé du Japon. Le 8 novembre 1614, en compagnie de 300 chrétiens japonais, il quitte son pays natal à Nagasaki. Il arrive à Manille le 21 décembre où il est chaleureusement accueilli par les jésuites espagnols et les Philippins.
Les Philippines espagnoles offrent leur aide pour renverser le gouvernement japonais par une invasion afin de protéger les catholiques japonais. Cependant, Justo refuse de participer et s'oppose à ce plan. Il meurt de maladie seulement quarante jours plus tard.
À cette époque, les Espagnols désignent l'espace Paco comme la « place jaune » en raison des plus de 3 000 Japonais qui y résident. La placa Dilao est le dernier vestige de la vieille ville de Paco.

### Postérité
Une statue de Justo Takayama se trouve place Dilao à Manille. Justo y apparaît portant une robe de guerrier avec ses cheveux attachés en chignon. Il s'appuie sur une épée, pointe vers le sol, sur la garde de laquelle figure le Christ en croix.
Lorsqu'il meurt en 1615, le gouvernement espagnol l'enterre dans une sépulture chrétienne avec les honneurs militaires en tant que daimyo. Il est le premier daimyo à être enterré aux Philippines. Selon les recherches historiques, Justo Takayama aurait été enterré dans l'église Ste-Anne d'Intramuros à Manille.
Il apparait dans le film Mademoiselle Ogin de Kinuyo Tanaka.

## Canonisation
L'Église catholique envisage la canonisation de Justo Takayama avec le numéro de protocole 1241 attribué par la Congrégation pour les causes des saints.
Le 22 janvier 2016, le pape François autorise la Congrégation pour la cause des saints à publier un décret reconnaissant son martyre, permettant aussi sa béatification.
Il a été béatifié le 7 février 2017 par le cardinal Angelo Amato dans le stade d'Osaka, au Japon.